# Djursholm

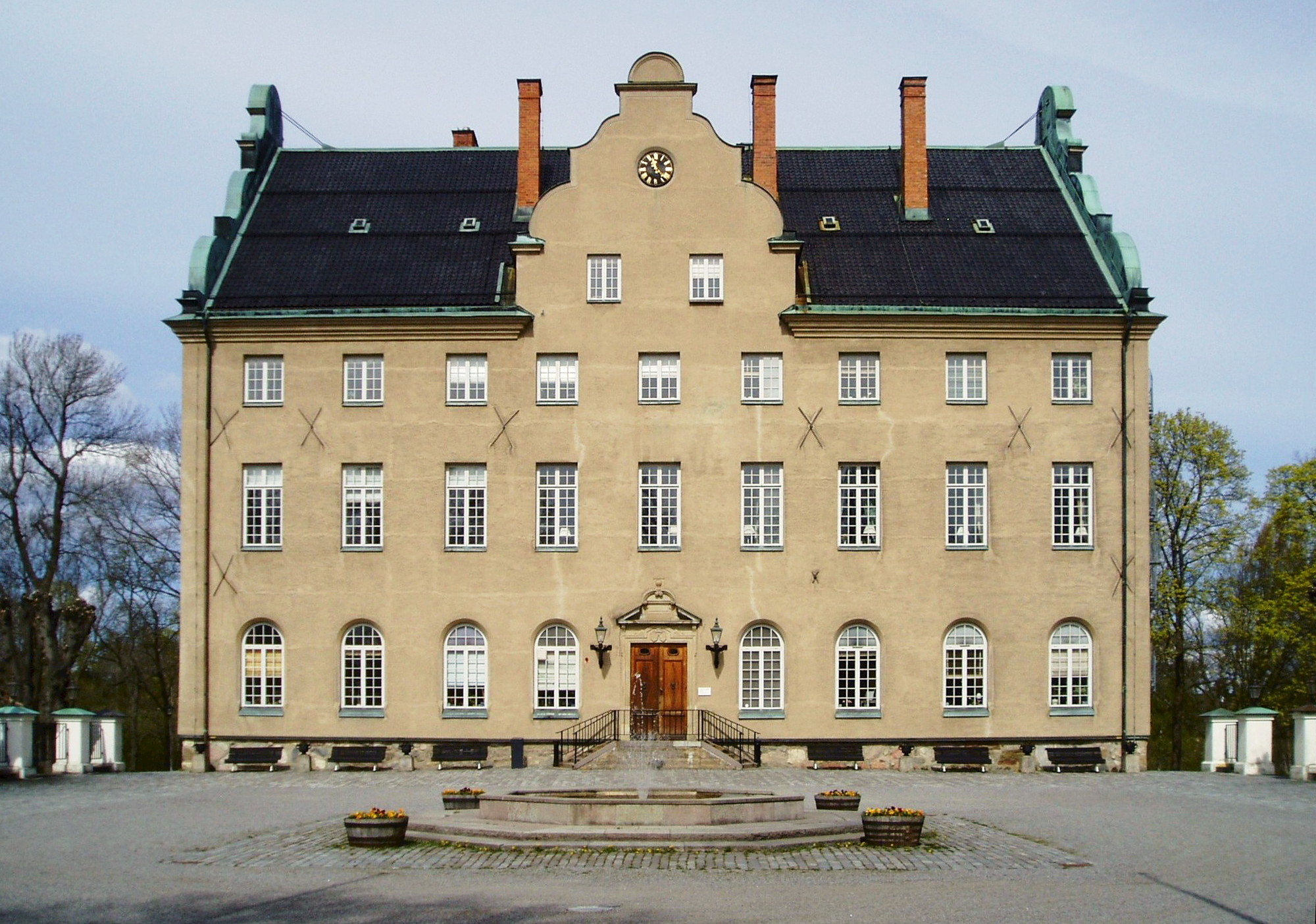
Schloss Djursholm

Djursholm ist eine der vier Ortschaften, die zur Gemeinde Danderyd in Stockholms län, in der historischen Provinz Uppland gehören. Sie liegt 6 km nördlich des Zentrums von Stockholm und gehört zu tätort Stockholm.
Djursholm war eine der ersten Vorstadt-Gemeinden in Schweden und hat knapp 9000 Einwohner.

## Geschichte
Djursholm wurde erstmals 1432 erwähnt, damals auf die Insel Alt-Djursholm (Gamla Djursholm) bezogen.
1889 begann der Finanzier Henrik Palme, das Unternehmen Djursholms AB aufzubauen, das wesentlichen Einfluss auf die weitere Entwicklung der Gegend nahm. Man versuchte, in nationalromantischer Pioniertätigkeit eine Art Gartenstadt aufzubauen. Das Hauptgebäude wurde – und wird noch heute – von Schloss Djursholm gebildet, das seinerzeit als Hauptbüro, Apotheke, Post und Schulgebäude fungierte.
Berühmte Persönlichkeiten, wie die Autoren Viktor Rydberg, Natanael Beskow und Verner von Heidenstam und die Künstlerinnen Elsa Beskow und Alice Tegnér, ließen sich in Djursholm nieder und trugen zu einem guten Image der Stadt bei. 1924 schließlich wurden alle öffentlichen Aufgaben und Verwaltungseinrichtungen von der Djursholms AB auf die Stadt übertragen.
Am 6. Juni 1890 wurde Djursholm eine eigene Verwaltungseinheit innerhalb Danderyds landskommun. Zwischen 1901 und 1914 war die Ortschaft ein Minderstadt (köping), anschließend eine Stadt, die schließlich 1971 in die heutige Gemeinde Danderyd eingemeindet wurde. Kurz davor, 1967, wurde der Ort Stocksund Djursholm zugeschlagen.

## Sehenswürdigkeiten
- Schloss Djursholm
- Kapelle Djursholm, eingeweiht 1902, wurde nach Zeichnungen von Fredrik Lilljekvist errichtet, die Altarbilder stammen von Natanael Beskow.

## Wirtschaft
Die meiste Zeit des 20. Jahrhunderts war bestimmt durch Handel und Betriebsamkeit auf einer lokalen Ebene, mit einer Meierei, Brotbackstuben und kleinen Lebensmittelläden.
Im Ort sind Bürogebäude, exklusive Boutiquen, eine Bibliothek und Banken. Djursholm ist der mit Abstand reichste Ort Schwedens, da sich viele wohlhabende Stockholmer in einer der Villen in Djursholm niedergelassen haben.

## Verkehr
An der Roslagsbanan bestehen drei Haltestellen in Djursholms Ösby, Vendevägen und Östberga. Busse verbinden Djursholm mit der Stockholmer U-Bahn-Linie 14 am Krankenhaus von Danderyd.

## Persönlichkeiten aus Djursholm
- Hannes Alfvén (1908–1995), Nobelpreisträger
- Johan Banér (1596–1641), Feldmarschall des Dreißigjährigen Krieges
- Elsa Beskow (1874–1953), Künstlerin
- Marie Fredriksson (1958–2019), Musikerin
- Carl Grimberg (1875–1941), Historiker
- Gunnar Heckscher (1909–1987), Politikwissenschaftler und Politiker
- Verner von Heidenstam (1859–1940), Autor
- Hilma af Klint (1862–1944), Malerin
- Gösta Mittag-Leffler (1846–1927), Mathematiker
- Viktor Rydberg (1828–1895), Autor
- Julius H. Schoeps (* 1942), deutscher Historiker und Politikwissenschaftler
- Alice Tegnér (1864–1943), Künstlerin
- Björn Ulvaeus (* 1945), Musiker, Komponist, vormals Mitglied von ABBA
- Meta Velander (1924–2025), Schauspielerin
- Jakob Lindberg (* 1952), Lautenist und Hochschullehrer
- Tove Lo (* 1987), Musikerin, Komponistin/Songwriterin, (bürgerlicher Name: Ebba Tove Elsa Nilsson)

## Interessante Bauwerke

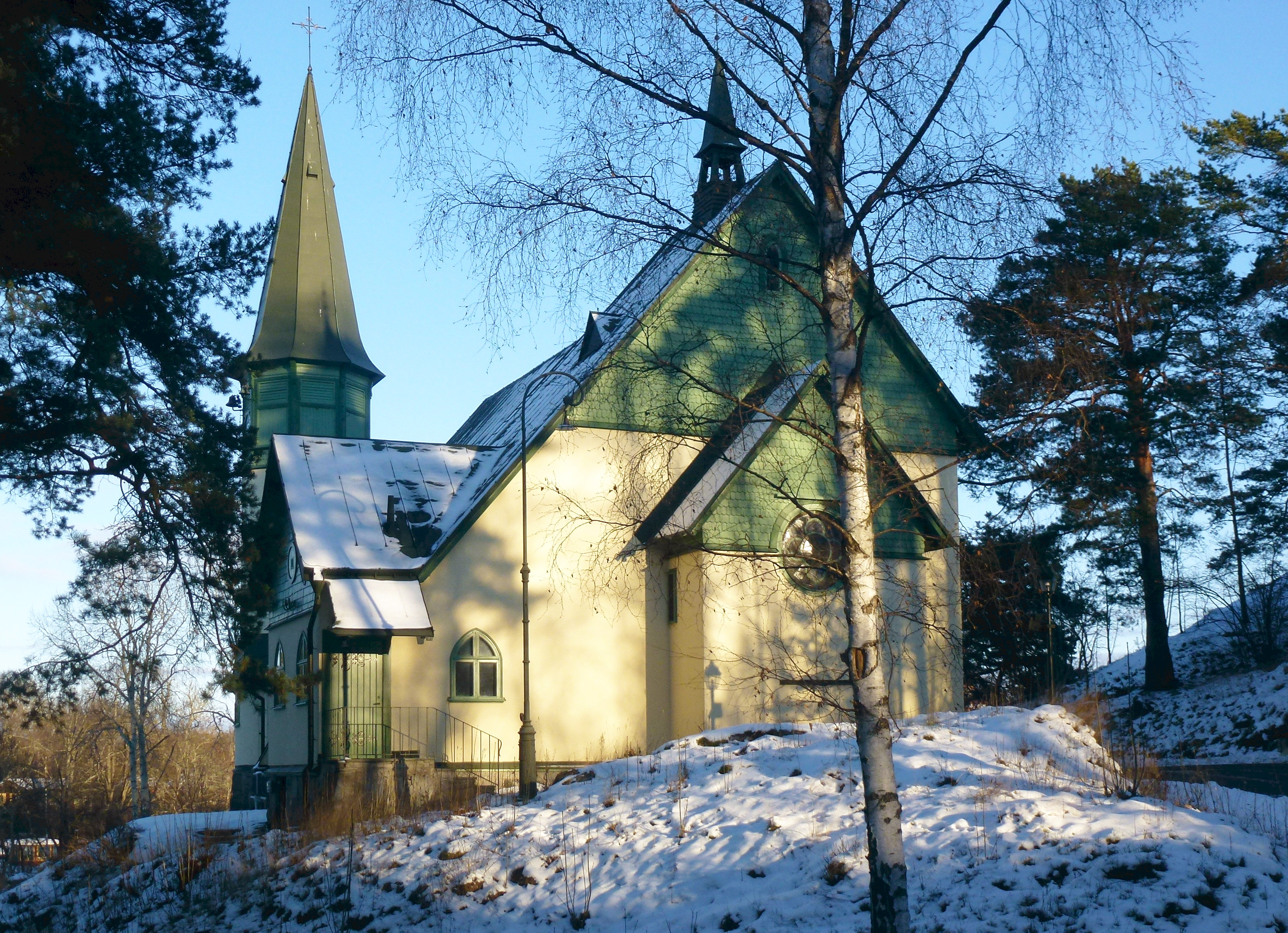
Djursholms kapelle
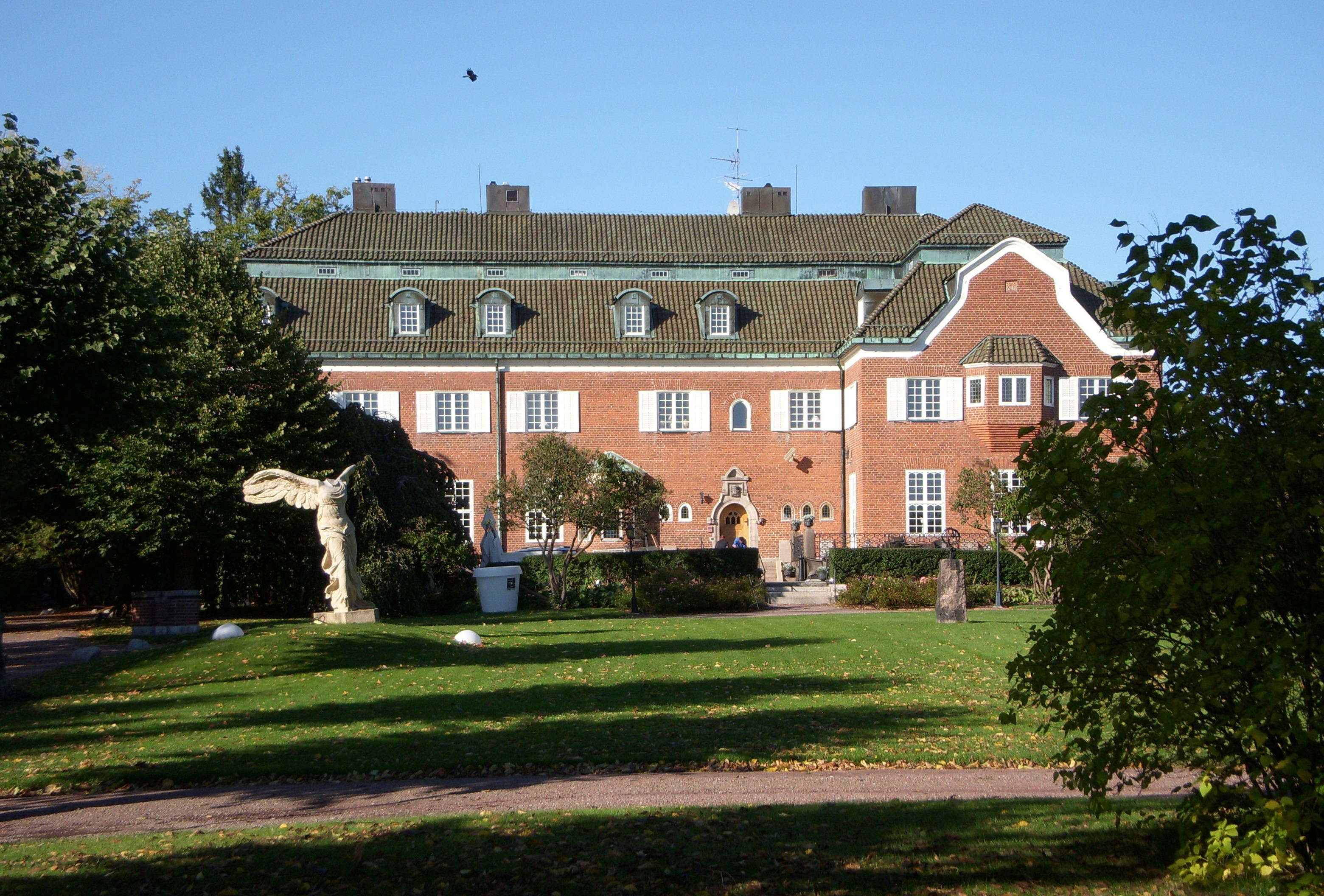
Villa Pauli (Architekt Ragnar Östberg)
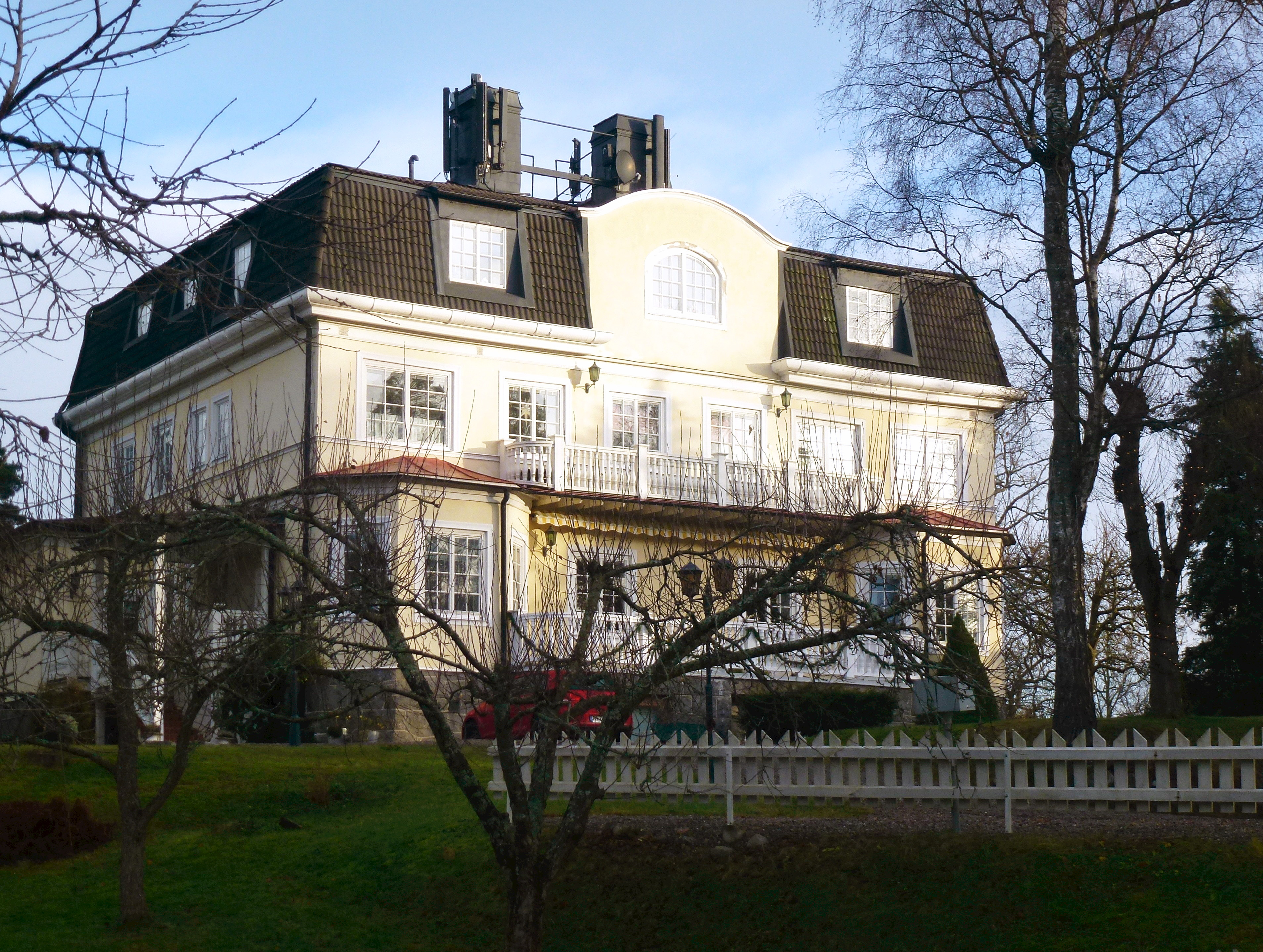
Villa Nyhem (Ferdinand Boberg)
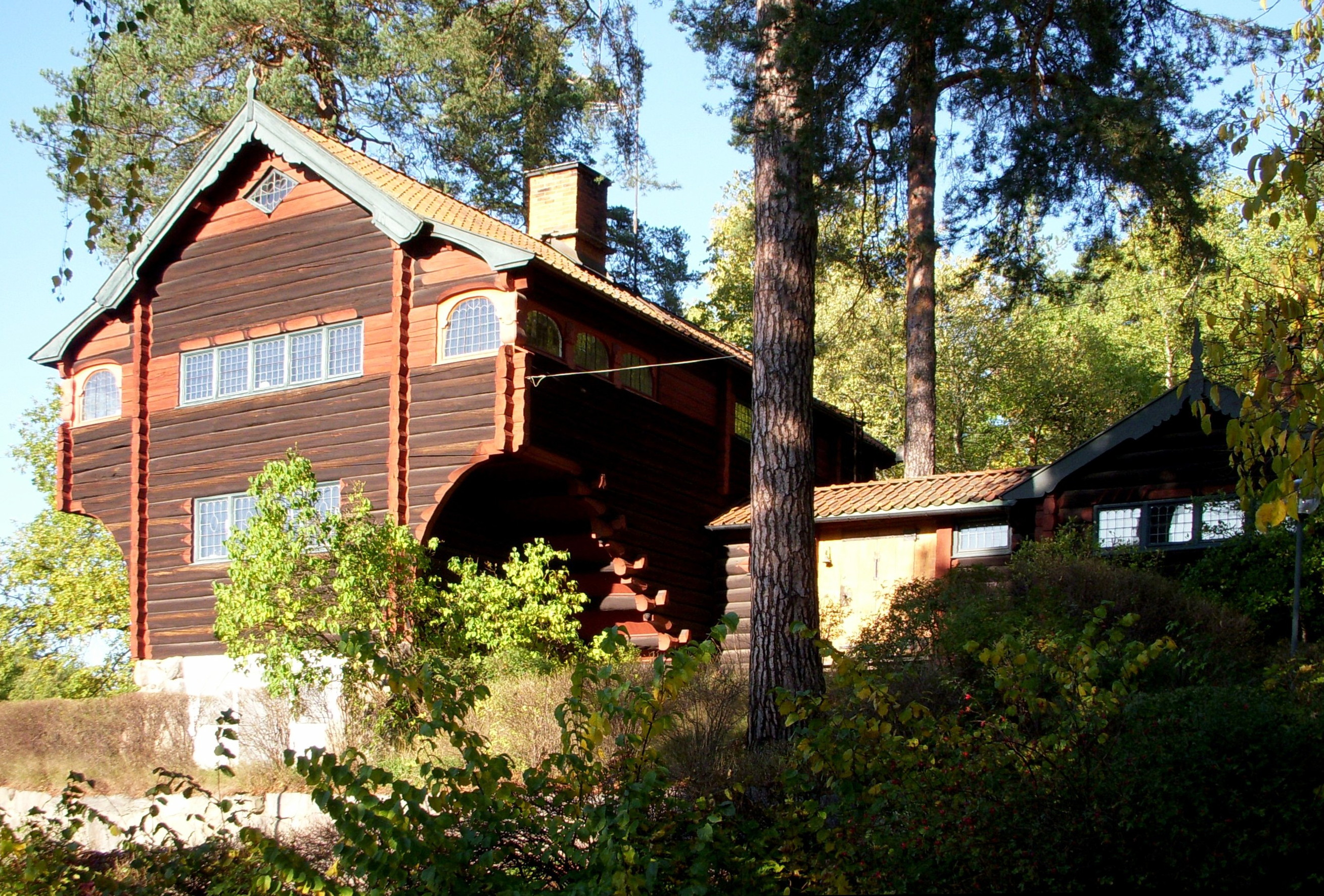
Villa Tallom (Lars Israel Wahlman)
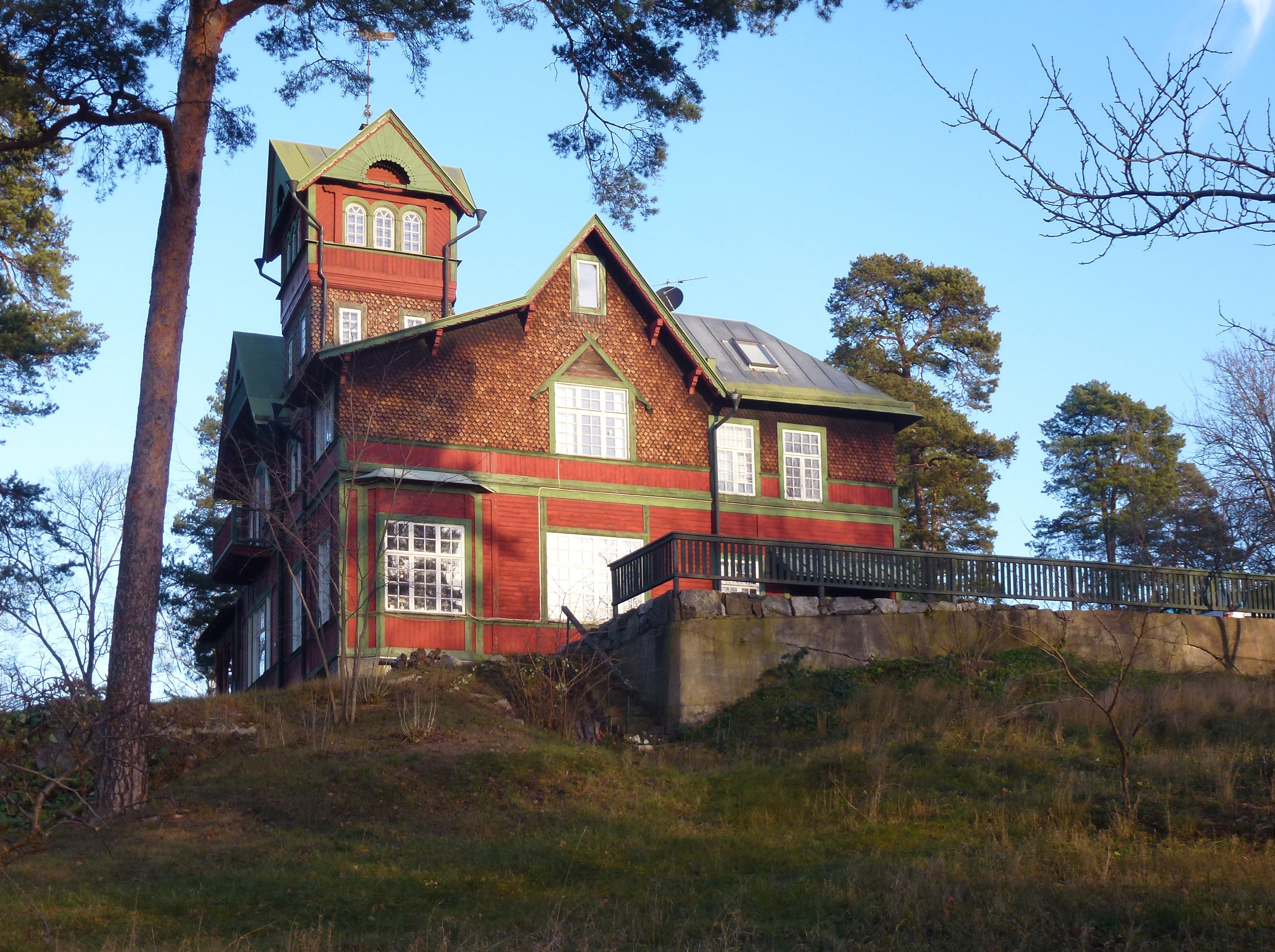
Villa Ugglebo (Thor Thorén)
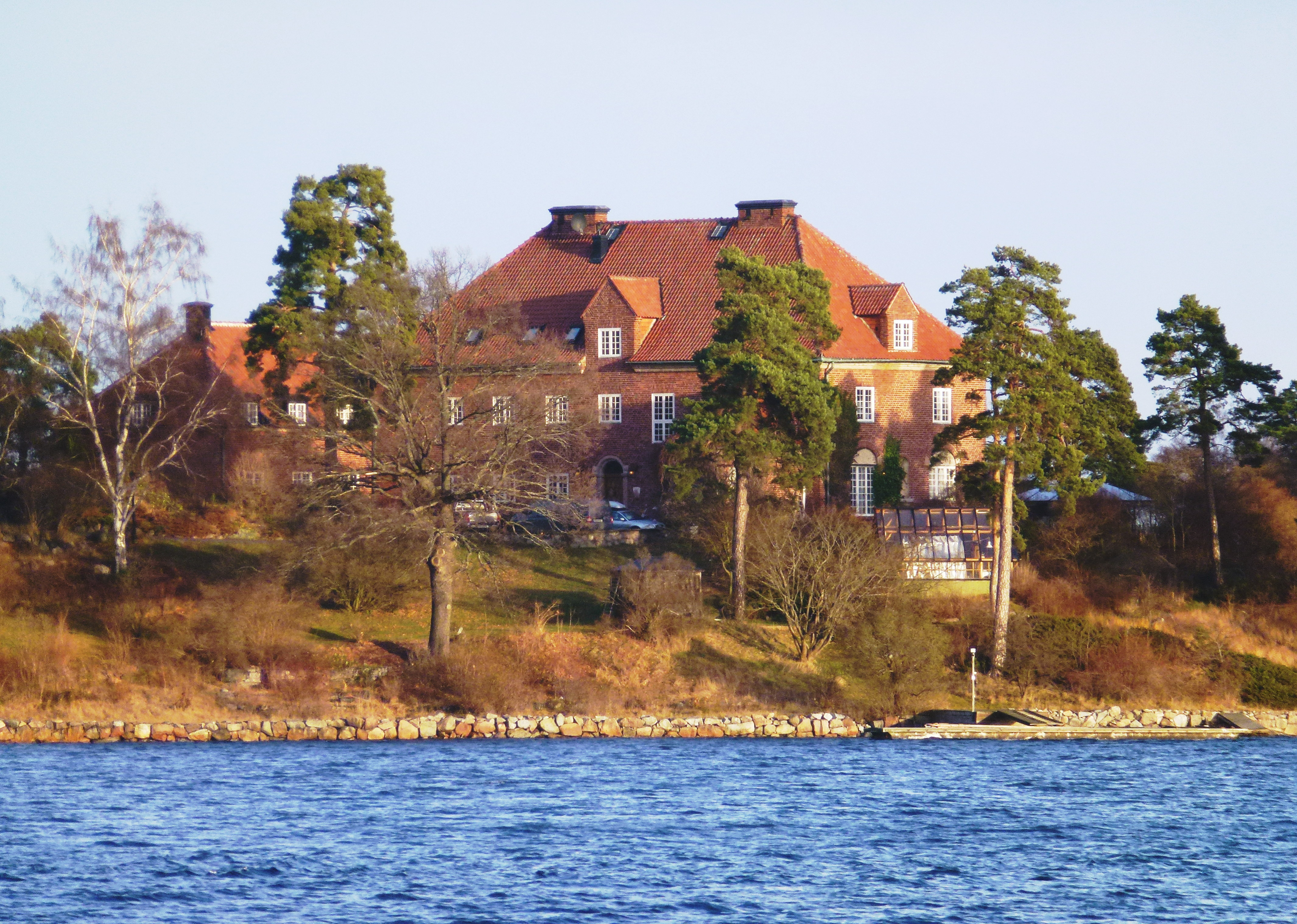
Gamla Djursholm (Carl Westman)
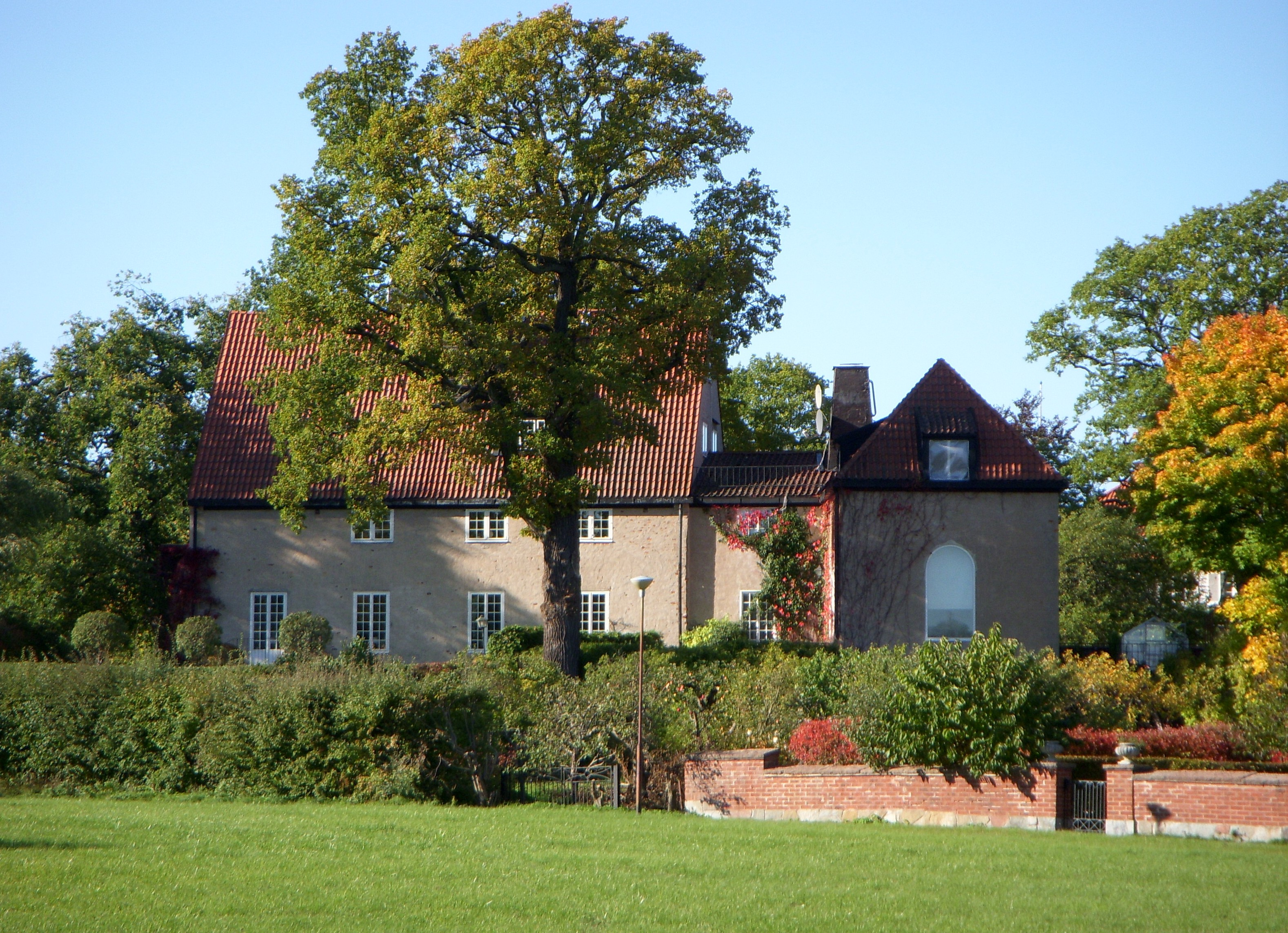
Villa Lagerkrantz (Elis Benckert)
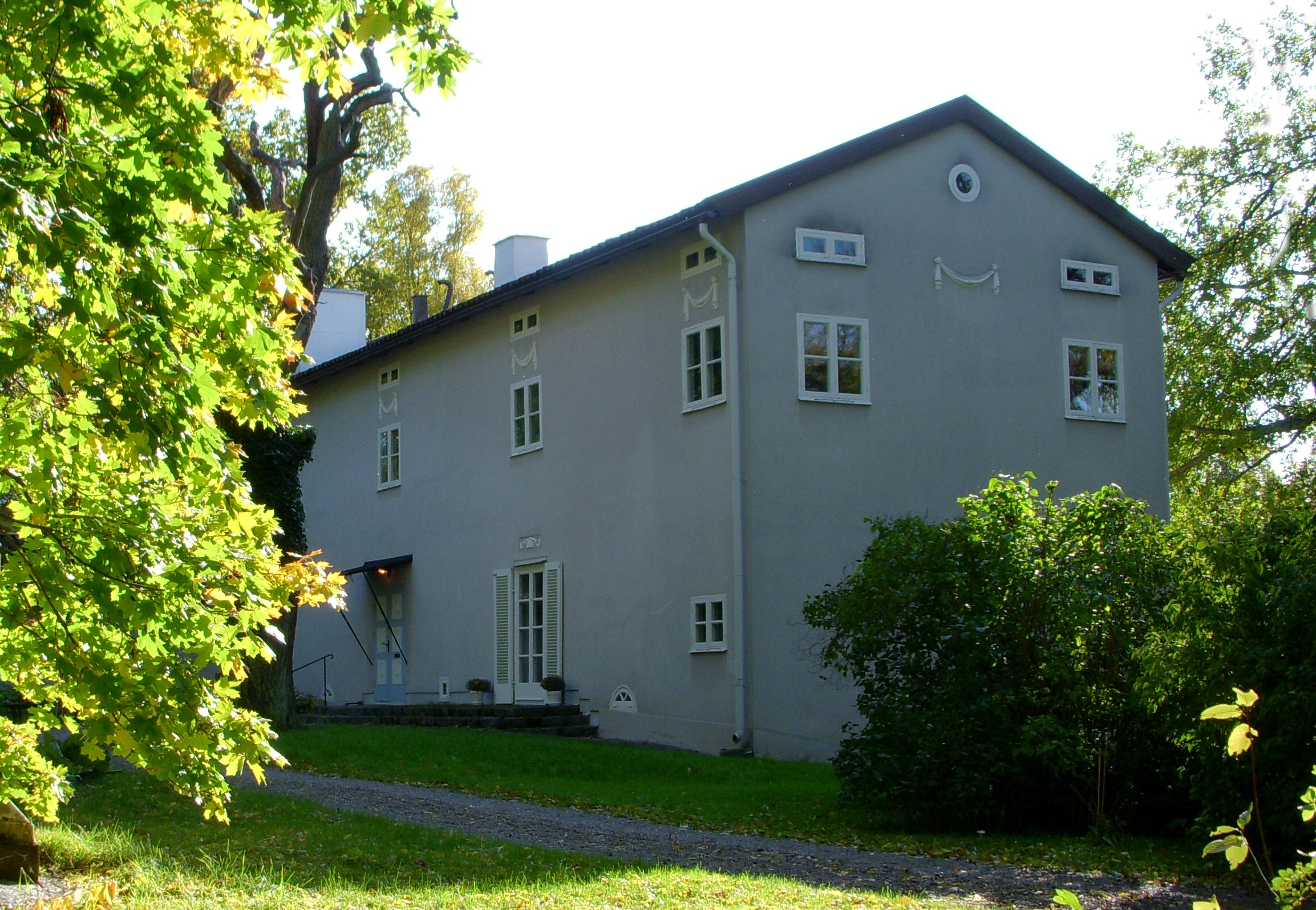
Villa Snellman (Gunnar Asplund)